# إرنست ألارد
إرنست ألارد (بالفرنسية: Ernest Allard)‏ هو عالم حشرات فرنسي، ولد في 1820، وتوفي في 1900.